# التدخل في العملة

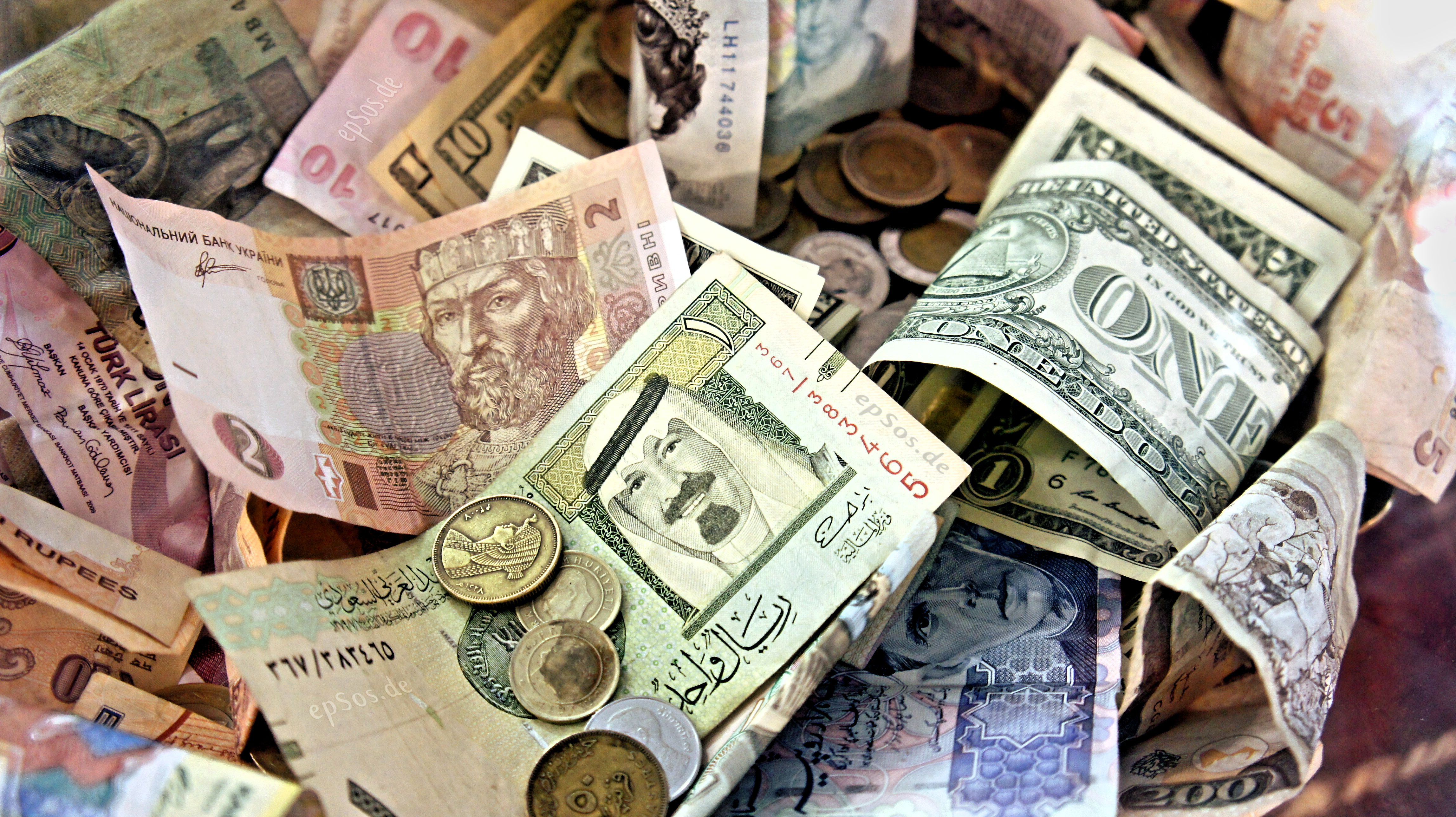

التدخل في العملة، المعروف أيضًا باسم التدخل في سوق الصرف الأجنبي أو التلاعب بالعملة، هو عملية متعلقة بالسياسة النقدية. يحدث هذا التدخل عندما تشتري الحكومة أو المصرف المركزي أو تبيع عملات أجنبية مقابل عملتها المحلية بنيّة التأثير على سعر الصرف وعلى السياسة التجارية.
قد يتدخل صناع السياسات في أسواق الصرف الأجنبي من أجل الدفع بمجموعة متنوعة من الأهداف الاقتصادية: السيطرة على التضخم والحفاظ على القدرة التنافسية أو الحفاظ على الاستقرار المالي. من المرجح أن تعتمد الأهداف الدقيقة لهذا التدخل على مرحلة تطور البلد ودرجة تنمية السوق المالية والإدماج الدولي، وعلى سرعة تأثر البلاد بالصدمات من بين عوامل أخرى.
أقصى أنواع التدخل في العملة هو فرض سعر صرف ثابت مقابل عملة أخرى أو سلّة العملات.

## الأهداف
تتعدد الأسباب التي قد تدفع السلطة النقدية و / أو المالية للدولة للتدخل في سوق الصرف الأجنبي. تتفق المصارف المركزية بشكل عام على أن الهدف الأساسي للتدخل في سوق الصرف الأجنبي هو إدارة التقلبات و / أو التأثير على مستوى سعر صرف العملة المحلية. تفضل الحكومات تثبيت سعر الصرف لأن التقلبات المفرطة على المدى القصير تضعف ثقة السوق وتؤثر على كل من السوق المالية وسوق السلع الحقيقية.
في حالة عدم الاستقرار المفرط، يولد عدم اليقين في أسعار الصرف تكاليف إضافية ويقلل من أرباح الشركات. نتيجة لذلك، لا يرغب المستثمرون بالاستثمار في الأصول المالية الأجنبية، وتتردد الشركات بالانخراط في التجارة الدولية، أضف إلى ذلك أن تذبذب سعر الصرف سوف يمتد إلى الأسواق المالية الأخرى. إذا كان تقلب سعر الصرف يزيد من خطر حيازة الأصول المحلية، تصبح أسعار هذه الأصول أكثر تقلبًا أيضًا. من شأن التقلب المتزايد للأسواق المالية أن يهدد استقرار النظام المالي ويجعل تحقيق أهداف السياسة النقدية أكثر صعوبة. لذلك، تتدخل السلطات بسوق العملة.
إضافة إلى ذلك، عندما تتغير الظروف الاقتصادية أو عندما يسيء السوق تفسير الإشارات الاقتصادية، تستخدم السلطات التدخل في سوق العملات الأجنبية لتصحيح سعر الصرف، وذلك لتجنب الإفراط  في التقلب بالاتجاهين. أكدت آنا شوارتز أن المصرف المركزي يمكن أن يتسبب في الانهيار المفاجئ للفائض المضارِب، كما يمكن أن يحد من النمو من خلال تقييد المعروض النقدي.
اليوم، تستخدم المصارف المركزية للبلدان النامية التدخل في سوق الصرف الأجنبي إلى حد كبير بينما يكون تدخل المصارف المركزية في البلدان المتقدمة أقل حدًا، وذلك لأسباب متعددة:
- تشير الأبحاث والخبرة إلى أن هذه الأداة فعالة فقط إذا نُظر إليها على أنها مؤشر لتعديل بأسعار الفائدة أو تغيير بالسياسات النقدية. يُنظر إلى التدخل على أنه ليس ذو قوة دائمة للتأثير على سعر الصرف الحقيقي وبالتالي على الظروف التنافسية للقطاع القابل للتداول إذا لم يقترن بتأثير دائم ومستقل على سعر الصرف الاسمي. يمكن أن يقوض التدخل واسع النطاق موقف السياسة النقدية.
- من ناحية أخرى، تتدخل الدول النامية في بعض الأحيان، ربما لأنها تعتقد أن هذه الأداة فعالة في الظروف والمواقف التي تواجهها، وتشمل أهداف هذا التدخل ما يلي: السيطرة على التضخم أو تحقيق التوازن الخارجي أو تعزيز القدرة التنافسية لتعزيز النمو أو منع أزمات العملة مثل التقلبات الكبيرة في  سعر الصرف.

في ورقة بنك التسويات الدولية المنشورة عام 2015، يصف المؤلفون الأسباب الشائعة لتدخل المصارف المركزية. بناء على مسح بنك التسويات الدولية، تستخدم المصارف المركزية في الأسواق الناشئة إستراتيجية «الميل عكس الرياح» في أسواق الصرف الأجنبي للحد من تقلبات أسعار الصرف وتسهيل مسار اتجاه سعر الصرف. في اجتماعهم عام 2005 بخصوص التدخل في سوق الصرف الأجنبي، أشار محافظو المصارف المركزية إلى أن «العديد من المصارف المركزية قد يجادل بأن هدفه الرئيسي هو الحد من تقلبات أسعار الصرف بدلاً من تحقيق مستوى محدد له». كما حددوا أسباب أخرى لا تستهدف سعر الصرف، هي إبطاء معدل تغير سعر الصرف أو كبح تقلبه أو ضخ السيولة في سوق الصرف الأجنبي أو التأثير على مستوى الاحتياطات الأجنبية.

## أمثلة حديثة
بحسب معهد بيترسون، هناك أربع مجموعات تبرز كمتلاعبين متكررين في العملات: الاقتصادات المتقدمة والمتطورة منذ فترة طويلة مثل اليابان وسويسرا، والاقتصادات الصناعية الحديثة مثل سنغافورة، والاقتصادات الآسيوية النامية مثل الصين، ومصدّري النفط مثل روسيا. إن التدخل الصيني في العملات وأرصدة النقد الأجنبي غير مسبوقة. من الشائع أن تدير البلدان سعر صرف عملتها المحلية عبر المصرف المركزي لجعل صادراتها رخيصة. تستخدم الأسواق الناشئة في جنوب شرق آسيا هذه الطريقة على نطاق واسع.
يعتبر الدولار الأمريكي بشكل عام المستهدف الرئيسي لمديري العملات هؤلاء. الدولار هو العملة الاحتياطية الرئيسية لنظام التداول العالمي، وهذا يعني أن الدولار يُتداول بحريًة ويقبله المستثمرون الدوليون بثقة. حساب السوق المفتوح هو أداة مالية للاحتياطي الفيدرالي الذي قد يتدخل لمواجهة ظروف السوق غير المنظمة. عام 2014، غُرّم عدد من البنوك الاستثمارية الكبيرة، بما في ذلك يو بس إس وجاي بي مورغان وسيتي غروب وإتش إس بي سي ورويال بنك أوف سكوتلاند لتلاعبهم بالعملة.

### الين الياباني
منذ عام 1989 حتى عام 2003، كانت اليابان تعاني من فترة انكماش طويلة. تراجع الاقتصاد الياباني ببطء في أوائل التسعينات بعد فترة ازدهار ودخل في دوامة من الانكماش عام 1998. خلال هذه الفترة، كان الإنتاج الياباني في حالة ركود. استمر الانكماش (معدل التضخم السلبي)، وكان معدل البطالة في ازدياد. في نفس الوقت، تضاءلت الثقة بالقطاع المالي وفشلت عدة بنوك. خلال هذه الفترة، سعى بنك أوف جابان، بعد أن أصبح مستقلًا قانونيًا في مارس من العام 1998، إلى تحفيز الاقتصاد عبر إنهاء الانكماش وتحقيق استقرار النظام المالي. كان توافر أدوات السياسة التقليدية وفعاليتها مقيدان بشدة لأن سعر الفائدة كان صفرًا تقريبًا، ولا يمكن أن ينخفض عن هذا الحد ليصبح سلبيًا.
استجابة لضغوط الانكماش، أطلق بنك أوف جابان، بالتنسيق مع وزارة المالية، برنامج استهداف الاحتياطي. رفع بنك أوف جابان ميزان الحساب الجاري للمصرف التجاري إلى 35 تريليون ين. في وقت لاحق، استخدمت وزارة المالية تلك الأموال لشراء 320 مليار دولار من سندات الخزانة الأمريكية والسندات الحكومية.
بحلول عام 2014، أكد منتقدو التدخل في العملة اليابانية أن المصرف المركزي الياباني كان يخفض قيمة الين بشكل مصطنع ومتعمد. يذكر البعض أن العجز التجاري بين الولايات المتحدة واليابان لعام 2014، الذي بلغ 261.7 مليار دولار، زاد معدلات البطالة في الولايات المتحدة. حث محافظ المركزي الكوري كيم تشونغ سو الدول الآسيوية على العمل معًا للدفاع عن نفسها ضد الآثار الجانبية لسياسة  رئيس الوزراء الياباني شينزو آبي.
عام 2013، صرح وزير المالية الياباني تارو أسو أن اليابان تخطط لاستخدام احتياطياتها من العملات الأجنبية لشراء سندات صادرة عن منطقة اليورو، وذلك من أجل إضعاف الين. انتقدت الولايات المتحدة اليابان لبيعها الين بخطوة أحادية عام 2011، بعد تدخل مجموعة السبعة بشكل مشترك لإضعاف العملة في أعقاب الزلزال الهائل الذي ضرب ذلك العام.
بحلول عام 2013، كانت اليابان تحتفظ بـ 1.27 تريليون دولار من الاحتياطيات الأجنبية، وذلك بحسب بيانات وزارة المالية.